# Christian von Bellin
Christian von Bellin († vor 1627) war ein brandenburgischer Geheimer Rat.
Christian von Bellin war Angehöriger des märkischen Adelsgeschlechts von Bellin. Er war 1612 Elektor von Kaiser Matthias und 1619 von Kaiser Ferdinand II. Bereits 1613 nahm er am Reichstag in Regensburg und 1619 an der Versammlung der Protestanten in Nürnberg teil.
Er war Hauptmann der Ämter Ruppin und Fehrbellin. Als Angehöriger der brandenburgischen Regierung unter Kurfürst Johann Sigismund (1608–1619) war er Geheimer Rat bzw. Geheimer Staatsrat. Unter Georg Wilhelm (1619–1640) wurde postum 1627 gegen seine Erben ein Prozess eingeleitet, da er einen Einfall der Dänen in die Mark befördert hätte. Die Anklage konnte nicht erhärtet werden.